# Steinkjer (gemeente)
Steinkjer (Zuid-Samisch: Stientjie) is een gemeente in de Noorse provincie Trøndelag. De gemeente telde 21.972 inwoners in januari 2017. Steinkjer is de hoofdplaats van de provincie.
De Riksvei 17 is een nationale toeristenweg van Steinkjer naar Bodø.

## Plaatsen in de gemeente
| - Asphaugen - Beitstad - Binde - Bogen - Byafossen - Dalbygda - Egge - Gaulstad - Heggelia - Heggesåsen - Henning - Hyllbrua - Jåddåren - Kne - Kringla - Kvam - Kvamsenget - Lerkehaug - Mære | - Naustvollen - Ogndal - Rones - Rygg øv. - Skarpnes - Skjølågrinda - Sparbu - Sprova - Steinkjer (plaats) - Stod - Støa - Sundan - Såsegg - Søndre Egge - Sørlia - Vellamelen - Velle |

## Geboren in Steinkjer
- Arne Kotte (1935-2015), voetballer
- Silje Nergaard (1966), jazz-zangeres
- Anders Bardal (1982), schansspringer
- JOWST (1989), muzikant

Åfjord · Flatanger · Frosta · Frøya · Grong · Heim · Hitra · Holtålen · Høylandet · Inderøy · Indre Fosen · Leka · Levanger · Lierne · Malvik ·  Melhus · Meråker · Midtre Gauldal · Nærøysund · Namsos · Namsskogan · Oppdal · Orkland · Ørland · Osen · Overhalla · Rennebu · Rindal · Røros · Røyrvik · Selbu · Skaun · Snåsa · Steinkjer · Stjørdal · Trondheim · Tydal · Verdal

Fylker van Noorwegen